# ジェームズ・マディソン (原子力潜水艦)
|           |                                                  |
| 艦歴      |                                                  |
| 発注:     | 1961年7月20日                                    |
| 起工:     | 1962年3月5日                                     |
| 進水:     | 1963年3月15日                                    |
| 就役:     | 1964年7月28日                                    |
| 退役:     | 1992年11月20日                                   |
| 除籍:     | 1992年11月20日                                   |
| その後:   | 原子力艦再利用プログラム                         |
| 性能諸元  |                                                  |
| 排水量:   |                                                  |
| 全長      | 425 ft (129.5 m)                                 |
| 全幅      | 33 ft (10.1 m)                                   |
| 吃水      |                                                  |
| 予備浮力  |                                                  |
| 機関      | 原子力ギアード・タービン推進 GE S5W原子炉 1基    |
| 最大速:   |                                                  |
| 兵員:     |                                                  |
| 兵装:     | 21インチ魚雷発射管4基 トライデント・ミサイル16発 |
| モットー: |                                                  |

ジェームズ・マディソン(USS James Madison, SSBN-627)は、アメリカ海軍のジェームズ・マディソン級原子力潜水艦の1番艦。艦名は第4代アメリカ合衆国大統領ジェームズ・マディソンに因んで命名された。その名を持つ艦としては米英戦争時に英軍に拿捕されるまで収税船として使用されたスクーナー以来2隻目。

## 艦歴
ジェームズ・マディソンの建造は1961年7月20日にバージニア州ニューポート・ニューズのニューポート・ニューズ造船所に発注され、1962年3月5日に起工した。1963年3月15日にA・S・マイク・モンロニー夫人によって命名、進水し、1964年7月28日にブルー班のジョセフ・L・スクーグ・ジュニア艦長およびゴールド班のジェームズ・D・カーニー艦長の指揮下就役する。
1964年11月から12月にかけて整調後の修理および修正を行った後、ジェームズ・マディソンは最初の哨戒巡航を1965年1月17日に行う。
ジェームズ・マディソンは1992年11月20日に退役し、同日除籍された。その後ワシントン州ブレマートンで原子力艦再利用プログラムの下1997年10月24日に解体された。